# Glabella

Die Glabella am Schädel des Menschen liegt oberhalb der Augen

Die Glabella (lateinisch glabellus, Diminutiv von glaber ‚glatt‘, ‚haarlos‘) ist die Hautregion zwischen den Augenbrauen sowie die unterhalb dieser Stelle  liegende knöcherne Erhebung des Stirnbeins über der Nasenwurzel.
Diese Stirnbeinerhebung zwischen den Augenbrauenbögen ist ein wichtiges Unterscheidungsmerkmal zwischen Mann und Frau und wird daher – immer im Zusammenhang mit anderen Knochenmerkmalen – in der Archäologie und der forensischen Osteologie zur Geschlechtsbestimmung von Skelettfunden verwendet. Bei Frauen ist die Erhebung an dieser Stelle in der Regel nicht hervorgehoben, der Übergang zur Nasenwurzel ist fließend, bei den Männern hingegen prominent und gegen die Nasenwurzel abgesetzt. Auch in der Anthropologie ist die Glabella ein wichtiger morphologischer Messpunkt für die Kopflänge und die Größe des Hirnschädels.

## Orbicularis-oculi-Reflex
Bei Beklopfung der Glabella bei geschlossenen Augen kommt es gewöhnlich zum reflektorischen Zukneifen beider Augen, dem Lidschlussreflex (Orbicularis-oculi-Reflex). Fehlt dieser Reflex, spricht dies für eine unvollständige Ausheilung einer Fazialisparese.

## Glabella der Trilobiten

Schematisiertes Trilobiten-
Kopfschild („Fixigena“ – feste Wange, „Librigena“ – freie Wange)

Bei den Trilobiten, ausgestorbenen marinen Gliederfüßern aus dem Paläozoikum, ist die Glabella („Glatze“) der Fortsatz der Spindel (mittlerer Lobus) am Cephalon (Kopfschild). Die Glabella tritt stets erhaben hervor und ist ringsum von Furchen begrenzt. Ihre Form und die Ausbildung ihrer Oberfläche (etwa Besatz mit Knoten) ist artspezifisch.